# Linecký mír
Linecký mír byl mír uzavřen v Linci 16. prosince 1645 mezi císařem Ferdinandem III. a Jurajem I. Rákocim, který ukončil protihabsburské Povstání Juraje I. Rákociho. 
Po smrti Ferdinanda III. (1657) se mír přestal dodržovat.

## Obsah
Císař přistoupil na požadavky povstalců. Požadoval však, aby mír nezasahoval do věcí království.
- Byla potvrzena náboženská svoboda a výsady šlechty a náboženská svoboda i pro poddané.
- Rákoci získal Tokaj a dalších 7 území na severovýchodě královského Uherska.
- Protestantům bylo vráceno 90 kostelů z požadovaných 400.